# Delta Holding
Delta Holding (Делта холдинг in serbo) è la quarta compagnia di servizi in Serbia e ha sede nella capitale Belgrado. Questa compagnia offre servizi vari, tra i quali import/export, banche, eccetera. Il presidente dell'agenzia Delta Holding è Miroslav Mišković e il vicepresidente è invece Milka Forcan. Delta Holding ha investito poco tempo fa circa 200 milioni di euro per progetti futuri in Serbia, Montenegro e Macedonia.